# Madison Chock
Madison La'akea Te-Lan Hall Chock (Redondo Beach, 2 juli 1992) is een Amerikaans kunstschaatsster die actief is in de discipline ijsdansen. Chock en haar partner, en vriend, Evan Bates namen deel aan twee edities van de Olympische Winterspelen: Sotsji 2014 en Pyeongchang 2018. Met haar vorige partner Greg Zuerlein werd ze in 2009 wereldkampioen bij de junioren.

## Biografie

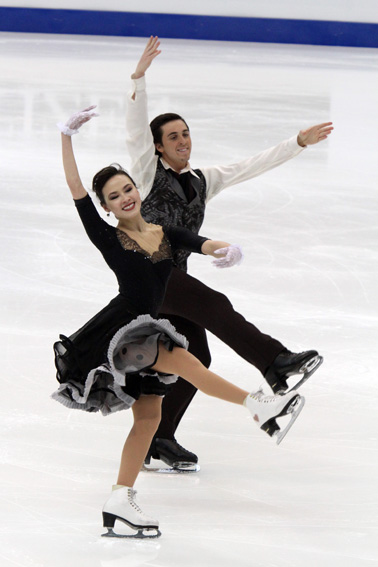
Chock en Greg Zuerlein in 2011

Chock, die van Chinees-Hawaïaanse komaf is, was vijf jaar toen ze met haar ouders naar kunstschaatswedstrijden op televisie keek en besloot dat ook te willen doen. Op haar twaalfde werd aan haar voorgesteld of ze zich niet wilde bekwamen in het ijsdansen. Dit deed ze en ze vond het gelijk leuk. Daarnaast was ze voor haar plezier actief in het paarrijden.
Ze schaatste één seizoen (2005/06) met Kurt Lingenfelter in de intermediate-categorie. Het duo werd vierde in deze klasse bij de NK junioren van 2006. Chock ging in juni 2006 een samenwerking aan met Greg Zuerlein. In hun derde jaar samen wonnen ze zowel de NK junioren, de Junior Grand Prix-finale als de WK junioren van 2009. Chock en Zuerlein namen twee keer deel aan de 4CK, waar ze beide keren vijfde werden, en één keer aan de WK. Bij dat WK van 2011 werden ze negende. In juni 2011 beëindigden ze de samenwerking.
Terwijl Zuerlein stopte met kunstschaatsen ging Chock verder met Evan Bates, met wie ze tevens een relatie kreeg. Bij de NK moesten Chock en Bates vaak concurrenten als Meryl Davis / Charlie White en Maia Shibutani / Alex Shibutani voor zich dulden, maar in 2015 bemachtigden ze zelf de Amerikaanse titel, in het seizoen 2019/20 voegden ze hier een tweede aan toe. Ze namen zes keer deel aan de 4CK, en wonnen zes keer een medaille (twee keer goud, twee keer zilver en twee keer brons). Bij hun acht deelnames aan de WK veroverden ze twee keer een medaille: zilver in 2015 en brons in 2016. Daarnaast waren ze aanwezig bij de Olympische Winterspelen in Sotsji (2014) en in Pyeongchang (2018). Chock en Bates verloofden zich in 2022.

## Persoonlijke records
Chock/Bates
| records             | punten | datum      | toernooi         |
| ------------------- | ------ | ---------- | ---------------- |
| Hoogste totaalscore | 213.18 | 07-02-2020 | 4CK              |
| Hoogste korte kür   | 085.76 | 06-02-2020 | 4CK              |
| Hoogste vrije kür   | 129.01 | 07-12-2019 | GP Final 2019/20 |

## Belangrijke resultaten
2006-2011 met Greg Zuerlein, 2011-2021 met Evan Bates
| Kampioenschap                                                           | 06/07  | 07/08 | 08/09 | 09/10         | 10/11         |               | 11/12         | 12/13         | 13/14         | 14/15         | 15/16         | 16/17         | 17/18         | 18/19         | 19/20         | 20/21         |
| ----------------------------------------------------------------------- | ------ | ----- | ----- | ------------- | ------------- | ------------- | ------------- | ------------- | ------------- | ------------- | ------------- | ------------- | ------------- | ------------- | ------------- | ------------- |
| Olympische Spelen                                                       |        |       |       |               |               |               |               | 8e            |               |               |               | 9e            |               |               |               |               |
| Wereldkampioenschap                                                     |        |       |       |               | 9e            |               | 7e            | 5e            | Zilver        | Brons         | 7e            | 5e            | 6e            | *             | 4e            |               |
| Viercontinentenkampioenschap                                            |        |       |       | 5e            | 5e            |               | Brons         |               | Zilver        | Zilver        | Brons         |               | Goud          | Goud          | *             |               |
| Grand Prix-finale                                                       |        |       |       |               |               |               |               |               | Zilver        | Zilver        | 6e            | 5e            |               | Zilver        |               |               |
| Nationaal kampioenschap                                                 |        |       |       | 5e            | Brons         | 5e            | Zilver        | Zilver        | Goud          | Zilver        | Zilver        | Brons         | Zilver        | Goud          | Zilver        |               |
| WK junioren                                                             |        |       | Goud  | geen deelname | geen deelname | geen deelname | geen deelname | geen deelname | geen deelname | geen deelname | geen deelname | geen deelname | geen deelname | geen deelname | geen deelname | geen deelname |
| Junior Grand Prix-finale                                                |        | 5e    | Goud  | geen deelname | geen deelname | geen deelname | geen deelname | geen deelname | geen deelname | geen deelname | geen deelname | geen deelname | geen deelname | geen deelname | geen deelname | geen deelname |
| NK junioren                                                             | 5e (*) | Brons | Goud  | geen deelname | geen deelname | geen deelname | geen deelname | geen deelname | geen deelname | geen deelname | geen deelname | geen deelname | geen deelname | geen deelname | geen deelname | geen deelname |
| (*) = bij de novice / * Afgelast naar aanleiding van de coronapandemie. |        |       |       |               |               |               |               |               |               |               |               |               |               |               |               |               |

2014: Pljoesjtsjenko, Lipnitskaja, Volosozjar/Trankov, Stolbova/Klimov, Bobrova/Solovjov, Ilinych/Katsalapov ·
2018: Chan, Osmond, Daleman, Duhamel/Radford, Virtue/Moir ·
2022: Chen, Zhou, Chen, Knierim/Frazier, Hubbell/Donohue, Chock/Bates